# Vox (webbplats)

Vox logotyp

Vox är en amerikansk webbplats med nyheter som drivs av Vox Media och grundades av den liberala krönikören Ezra Klein, den lanserades i april 2014. Webbplatsen vill sammanfatta ämnen på ett "wiki"-liknande sätt, som lyfter fram sammanhang och viktiga definitioner.